# Forno interrato

Esempio di forno interrato

Un forno interrato è una buca scavata nel terreno e nella quale viene cotto il cibo. 

## Descrizione e diffusione
Il forno interrato è un sistema di cottura rudimentale e tra i più antichi conosciuti. Nella sua forma più semplice, si ottiene scavando una buca nel suolo, interrandovi delle braci ardenti e coprendole con delle foglie sulle quali porvi il cibo. In altri casi, il forno interrato può sfruttare le proprietà termiche delle pietre.
Nel corso della storia, la cottura a terra si diffusa specialmente nei mari del sud e del sud-est asiatico; in aree geografiche come Tahiti, Polinesia, Hawaii, Samoa e Nuova Guinea è stata sfruttata tale tecnica.
Il più antico esempio di forno interrato conosciuto risale al 29.000 a.C. e venne rinvenuto nel 2009 nel sito archeologico Pavlov VI, in un'area della Repubblica Ceca ai confini con l'Austria e la Slovacchia.

## Galleria d'immagini

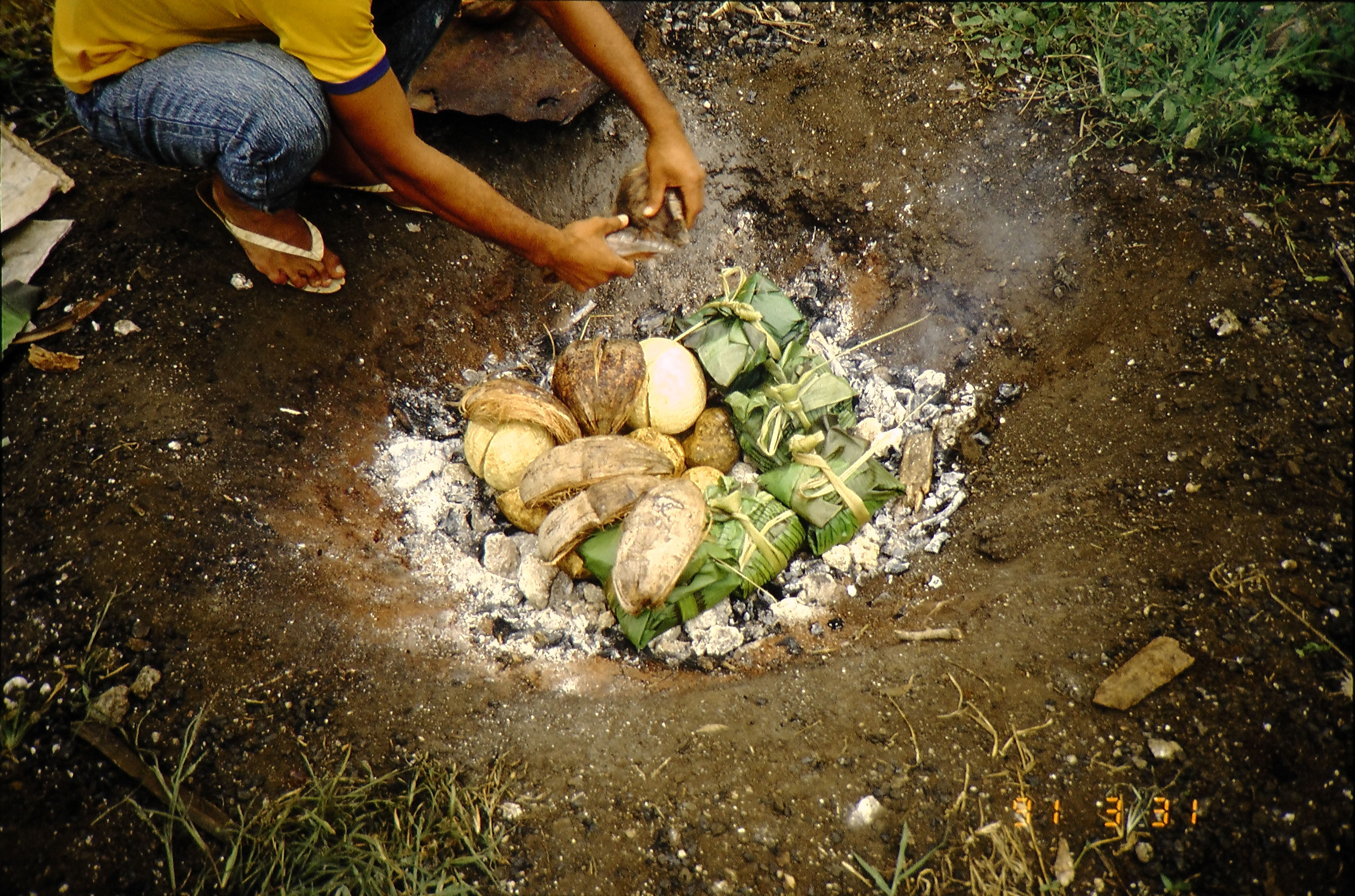
Forno interrato a ʻEua (Tonga)
Forno interrato a Zhuhai (Cina)
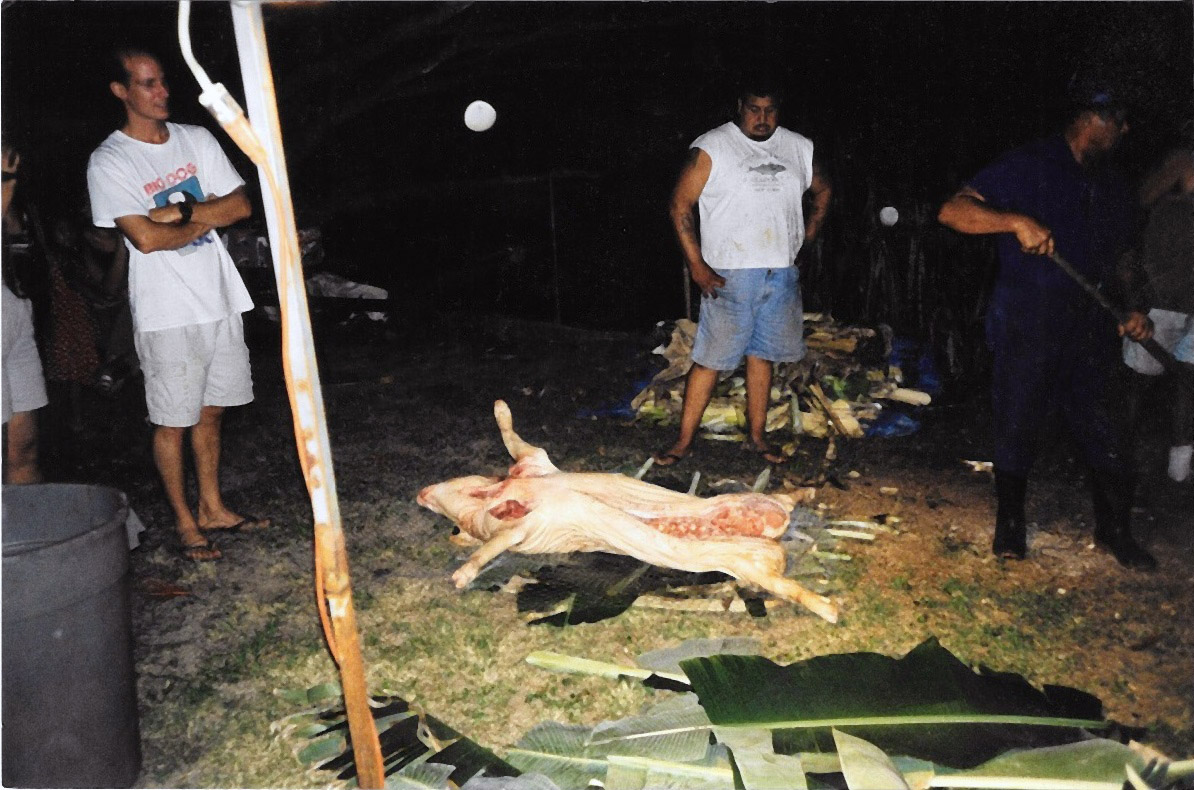
Forno interrato nelle Hawaii (Stati Uniti d'America)